# Freiwillige Gerichtsbarkeit (Schweiz)
Als freiwillige oder nichtstreitige Gerichtsbarkeit bezeichnet die Schweizer Zivilprozessordnung Verfahren des Zivilrechts, die nur über eine Partei verfügen. Der Begriff der freiwilligen Gerichtsbarkeit wird im Gesetz nicht definiert, aber als bekannt verwendet.

## Bedeutung
Im Gegensatz zu den streitigen Verfahren – in denen üblicherweise eine Partei im Streit mit einer anderen liegt – gibt es solche, in denen der Kläger über keinen Kontrahenten verfügt. So braucht es zur Kraftloserklärung von Wertpapieren zwar ein Gerichtsverfahren, aber es existiert keine Gegenseite, die man hierfür einklagen könnte.

## Rechtliche Folgen
Da Verfahren mit freiwilliger Gerichtsbarkeit nicht über sich widersprechende Interessen verfügen, regelt das Gesetz diverse Erleichterungen für die klagende Partei. So ist als Gerichtsstand, wenn durch Gesetz nicht ausdrücklich etwas anderes geregelt wird, der Wohnsitz oder Sitz der klagenden Partei vorgesehen. Statt des ordentlichen genügt das summarische Verfahren.
Da hingegen auch keine Gegenseite existiert, die Fehler in der Sachverhaltsdarstellung offenlegen könnte, gilt für Verfahren der freiwilligen Gerichtsbarkeit der Untersuchungsgrundsatz. Ausserdem können Entscheide nachträglich korrigiert werden, wenn sie sich als falsch herausstellen sollten und sofern Gesetz oder Rechtssicherheit dem nicht entgegenstehen.